# Каллем Макрей
Каллем Макрей (англ. Callum Macrae) — шотландський режисер та журналіст.
Протягом 20 років знімає кіно в Сполученому Королівстві й інших країнах, серед яких Ірак, Гаїті, деякі африканські держави; його розповіді стосуються тем війн та конфліктів у Кот-Д’Івуарі, Уґанді, Малі й Судані. Серед його фільмів – три ґрунтовних дослідження воєнних злочинів коаліції в Іраку. Є в його доробку і розслідування, і полеміка, і оптимістичні фільми, але всі вони зосереджені зазвичай на житті тих груп, які позбавлені громадянських прав, в тому числі свободи слова.

## фільмографія
- Недосліджений світ (2003)
- Цунамі в Японії: Як це сталося (2011)
- Зона без вогню (2013)
- Зона без вогню: Убивчі поля Шрі-Ланки (2013)